# Cambrien (langue)
Pour les articles homonymes, voir Cambrien (homonymie).
Le cambrien  est une langue celtique du groupe brittonique, parlée dans l’île de Bretagne par une partie des Bretons insulaires.

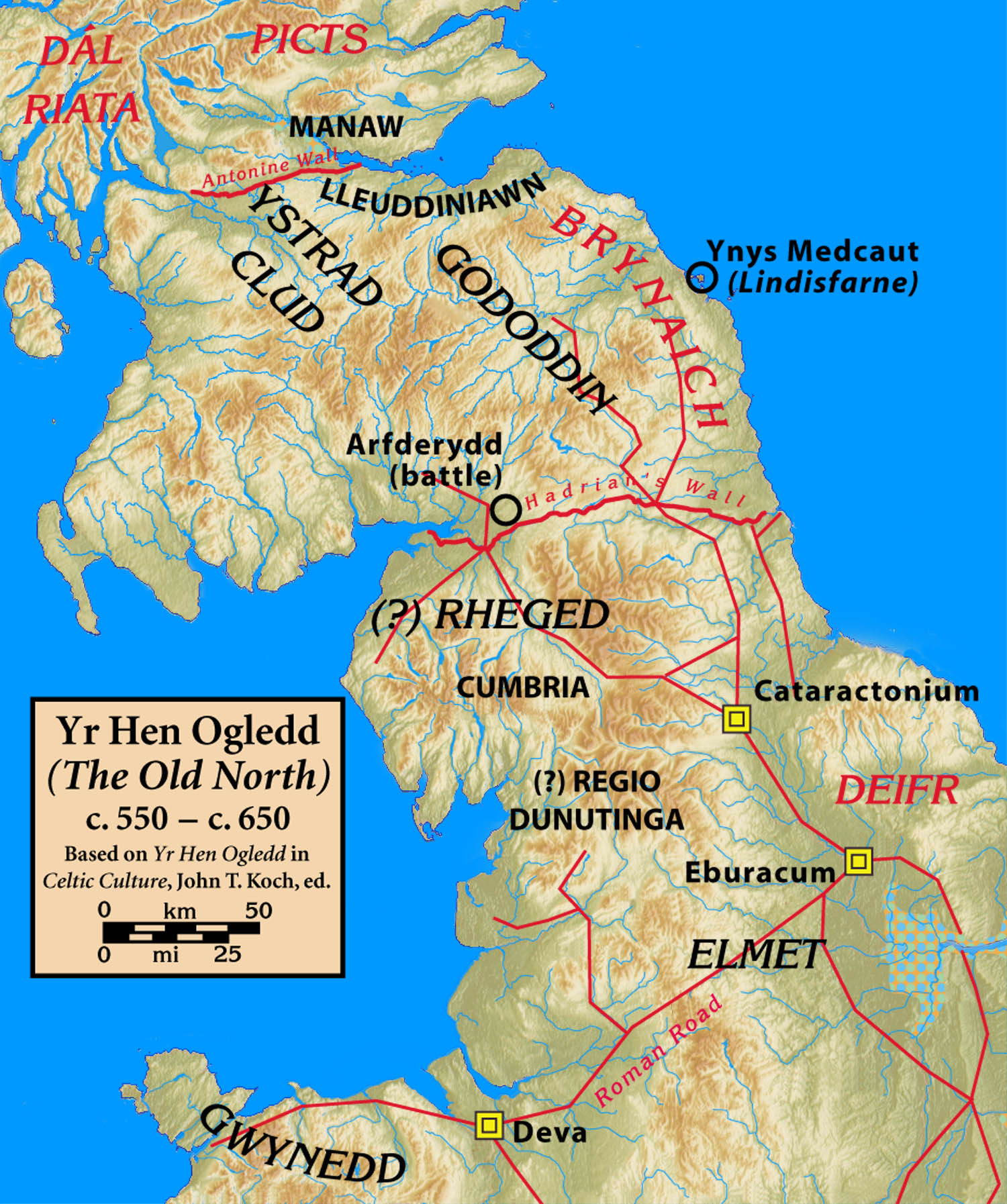
Carte du Hen Ogledd vers 600. Les noms de peuples de langue brittonique sont en noir, les autres en rouge.

Elle s'est éteinte au XIIe ou XIIIe siècle, les invasions des peuples germaniques (Angles, Jutes et Saxons), scots (Gaels) et scandinaves, ainsi que l'incorporation du royaume de Strathclyde au royaume d’Écosse  ayant bouleversé les anciens codes culturels des Bretons insulaires.

## Historique
Elle ne nous est connue que par trois mots insérés dans un texte latin : Leges inter Brettos et Scottos. Ces trois mots sont « galnys », « mercheta » et « kelkyn » dont les équivalents en gallois moderne  sont « galanas », « mercheta » et « cylch » (en breton « merc'heta » et « kelc'h », pour les deux derniers). Des noms propres figurent aussi dans la Vie de saint Kentigern. C’est dans la toponymie que cette langue semble avoir laissé le plus de traces.
La zone de locution se situait près de la limite entre l’Écosse et l’Angleterre (Hen Ogledd), dans le royaume de Rheged, et partiellement dans le royaume de l’Elmet plus au sud. Certains avancent que les bardes Taliesin et Aneurin du VIe siècle auraient composé leurs œuvres dans cette langue. D'après les  textes de ces derniers  qui nous sont parvenus, elle ne serait guère différente du gallois ancien, mieux connu, ni probablement du cornique parlés à cette époque dans l'île de Bretagne.
Dans les années 2000 une petite communauté tente de recréer cette langue et de la revitaliser.

### Sources et bibliographie
- Hervé Abalain, Le Pays de Galles, identité, modernité, Éditions Armeline, Crozon, 2000,  (ISBN 2-910878-07-4).
- Myles Dillon, Nora Kershaw Chadwick, Christian-J. Guyonvarc'h et Françoise Le Roux, Les Royaumes celtiques, Éditions Armeline, Crozon, 2001,  (ISBN 2-910878-13-9).
- Christian Y. M. Kerboul, Les Royaumes brittoniques au Très Haut Moyen Âge, Coop Breizh, Spézet, 1997,  (ISBN 2-84346-030-1).
- (br) Arzel Even, Istor ar yezhoù keltiek (Histoire des langues celtiques), 2 volume, Hor Yezh, Lesneven, 1962.